# 倭文村 (岡山県)
倭文村（しとりそん）は、岡山県久米郡にあった村。
現在の津山市桑上、桑下、里公文、里公文上、戸脇、福田下、八社、油木上、油木北、油木下に当たる。
久米町の津山市への編入に伴い、大字福田上が八社と改称している。

## 沿革
- 1940年9月1日 - 久米郡倭文中村と倭文東村が合併し、倭文村となる。
- 1955年1月1日 - 久米郡大井町、久米村と合併し、久米町となる。

## 地区の地名
- 桑上
- 桑下
- 里公文
- 里公文上
- 戸脇
- 福田上
- 福田下
- 油木上
- 油木北
- 油木下

## 教育

### 保育園
- 倭文保育所

### 学校
- 秀実小学校[1]

## 交通

### 鉄道
旧村内を走る鉄道およびその駅なし。

### 道路
廃止当時は未完成。旧村内を走る高速道路なし。

#### 国道
- 国道429号

#### 県道
- 一般県道
  - 岡山県道159号久米中央線
  - 岡山県道455号小山桑上線

## 河川・山岳

### 河川
- 打穴川
- 倭文川
- 公文川
- 八社川

## 寺院・神社

### 寺院
- 慈恩寺
- 善福寺
- 真光寺

### 神社
- 貴布禰神社
- 倭文神社
- 少彦名神社
- 高津神社